# Бужорень (Вилча)
Бужорень, Бужорені (рум. Bujoreni) — село у повіті Вилча в Румунії. Входить до складу комуни Бужорень.
Село розташоване на відстані 157 км на північний захід від Бухареста, 4 км на північ від Римніку-Вилчі, 100 км на північний схід від Крайови, 113 км на південний захід від Брашова.

## Населення
За даними перепису населення 2002 року у селі проживали 195 осіб, усі — румуни. Усі жителі села рідною мовою назвали румунську.